# Pripps Blå
Pripps Blå is een Zweeds biermerk. Het bier wordt gebrouwen door Carlsberg Sverige te Falkenberg. Het bier werd in 1959 op de markt gebracht door brouwerij Pripps en gebrouwen te Göteborg. Het biermerk kwam in handen van de Carlsberg-groep na overname van deze brouwerij.

## Varianten
- Pripps Blå, blonde lager met een alcoholpercentage van 2,8% of 3,5%
- Pripps Blå Extra Stark, blonde lager met een alcoholpercentage van 7%
- Pripps Blå Lättöl, blonde lager met een alcoholpercentage van 2,2%
- Pripps Blå Pure, blonde lager met een alcoholpercentage van 3,5% of 4,8%
- Pripps Blå Export, blonde lager met een alcoholpercentage van 5%
- Pripps Blå Julöl, donkere lager (kerstbier) met een alcoholpercentage van 5%[1]